# Columbia Lake
Columbia Lake är en sjö i Kanada.   Den ligger i provinsen British Columbia, i den södra delen av landet, 3 000 km väster om huvudstaden Ottawa. Columbia Lake ligger 807 meter över havet. Arean är 23,2 kvadratkilometer. Den sträcker sig 14,3 kilometer i nord-sydlig riktning, och 4,9 kilometer i öst-västlig riktning.
I omgivningarna runt Columbia Lake växer i huvudsak barrskog. Trakten runt Columbia Lake är nära nog obefolkad, med mindre än två invånare per kvadratkilometer.